# 東立出版社
東立出版社有限公司，簡稱東立，是臺灣的漫畫、輕小說出版社，以翻譯出版各類日本漫畫為主。除了引入日本及韓國漫畫之外，也展開對於台灣漫畫題材與出版品的營利和銷售。旗下另設香港子公司東立出版集團有限公司，簡稱東立香港。
東立發行的「少年系列」漫畫單行本書皮會印上「TLC」字樣，「TLC」為「Tong Li Comics」的縮寫。東立吉祥物為「東立虎」，全身圖案出現於1990年代初期發行漫畫單行本封底、2020年《夢幻模擬戰 公式設定集》隨書附贈兌換序號可獲得之「東立虎戰士」。

## 歷史
- 1977年，東立出版社在台南市成立，社長為台灣早期漫畫家范萬楠，為家族企業，非公司，最初只有9名員工。此時由於在台灣盜版時期，漫畫版權觀念尚未建立，為台灣眾多盜版漫畫出版社之一。
- 1978年，東立翻譯出版千葉徹彌漫畫作品《好小子（日语：おれは鉄兵）》，在當時非常受到歡迎，也可以算是台灣未獲得正式授權下出版日本漫畫的典型出版型態。
- 1979年，東立總部搬遷到台北市，合併相關出版業者，使得出版的數量快速增加，與也是合併多家出版社的大然文化成為早期台灣漫畫出版界的盜版漫畫龍頭之一。
- 1985年2月9日，東立向臺北市商業處撤銷登記（商業統一編號：69119561）[4]。1985年2月11日，東立出版社有限公司向臺北市政府登記成立。
- 1989年10月，東立被日本白泉社強行要求取得成田美名子漫畫作品《雙星奇緣》（CIPHER）的台灣中文版發行權，在日方的努力下，出版授權上總算逐漸轉向取得正式授權的方向。
- 1991年，立法院大幅度修訂《著作權法》，各出版社無論是有意或是無意，「版權化」方向逐漸定案。
- 1992年1月，東立、大然、尖端、青文等漫畫出版社被講談社等各家日本出版社要求進行國際版權交涉，其中東立取得大友克洋《阿基拉》國際中文版發行權交涉。同年，東立陸續被日方要求取得鳥山明《七龍珠》、冨樫義博《幽遊白書》與臼井儀人《蠟筆小新》等作品的台灣中文版發行權，台灣的漫畫出版真正轉型為合法翻譯出版。
- 1992年7月，東立的兩本標榜「100%純國人創作」的漫畫雜誌《龍少年漫畫月刊》與《星少女漫畫月刊》創刊。
- 1992年9月17日，已取得講談社《週刊少年Magazine》內容授權的東立《週刊新少年快報》創刊。
- 1992年9月19日，已取得集英社《週刊少年Jump》內容授權的東立《寶島少年週刊》創刊。
- 1993年1月，已取得白泉社《LaLa》內容授權的東立《焦點少女月刊》創刊，已取得講談社《月刊少年Magazine》內容授權的東立《少年漫畫月刊》創刊。
- 1993年3月2日，東立在香港九龍成立東立出版集團有限公司（Tong Li Publishing Group Limited），在香港發行的第一本漫畫刊物是《新少年週刊》。
- 1994年1月，東立編輯部搬遷至台北市大同區承德路二段81號10樓（首府經貿大廈），總部在台北市中山區中山北路二段62巷22號4樓（總部搬遷至編輯部地址的日期則不明），編輯部員工已有百餘人，編輯部營業面積為250坪。同月，東立成立「佳真影視傳播有限公司」跨足動畫領域。
- 1994年2月，已取得雙葉社《漫畫Action》內容授權的東立《動感Speed半月刊》創刊。
- 1994年3月，已取得內容授權的東立《First青年漫畫月刊》創刊，玉皇朝授權東立發行黃玉郎《天子傳奇》台灣中文版。
- 1994年8月，已取得講談社《月刊Afternoon》內容授權的東立《午安漫畫月刊》創刊。
- 1995年4月，東立發行的賴有賢《真命天子》、王宜文《烽火情緣》等十部台灣漫畫授權新加坡版。
- 1995年7月，《龍少年月刊》香港版創刊，已取得講談社《少女Friend》內容授權的東立《少女朋友漫畫月刊》創刊。
- 1996年8月，東立出版集團有限公司總部搬遷至香港北角渣華道321號柯達大廈第二期1901室，營業面積四千餘平方呎。首任分社長為葉德芬。
- 1998年，《龍少年月刊》因爭取不到政府補助款而停刊。同年，東立資遣總編輯在內原《龍少年》編輯組數餘人。
- 1997年7月，東立發行的楊永明《天使傳說》授權發行西班牙版。
- 1999年，東立官方網站開站。
- 1999年1月，已取得Sony Magazines《HYPER PlayStation》內容授權的東立《新世紀 HYPER PlayStation》半月刊創刊。
- 2000年9月，東立漫畫家陳某《不是人》獲得第24屆金鼎獎圖書出版獎。
- 2001年2月，已取得集英社《Margaret》內容授權的東立《瑪格麗特漫畫月刊》創刊。
- 2001年3月，陳某《火鳳燎原》在香港的《新少年週刊》第15期開始連載。同年5月，《火鳳燎原》單行本第一集出版。
- 2001年5月，《新世紀 HYPER PlayStation》型態改為月刊。
- 2001年12月，《新世紀 HYPER PlayStation》停刊。
- 2001年12月10日，佳真影視解散。
- 2002年2月，已取得小學館、集英社與講談社授權發行電子漫畫的東立推出電子漫畫網站《東立漫遊網》（www.comicplay.com.tw，已廢站）。2005年8月23日，東立企畫部專員李峰名承認《東立漫遊網》成效不佳，他分析，電子漫畫與紙本漫畫的讀者群並不重疊，電子漫畫其實是替漫畫創造新的閱讀族群；電子漫畫無法呈現紙本漫畫跨頁的氣勢與細緻的畫風，因此漫畫迷還是習慣以紙本「收藏」心愛的漫畫。但李峰名認為，一旦電子書介面發展到如紙般精緻與便於閱讀，漫畫生態勢必出現大變化[5]。
- 2002年2月，東立發行的陳某《不是人》授權Media Factory《月刊Comic Flapper》連載日文版。
- 2003年10月，由於東立獲得行政院新聞局「挑戰2008國家發展重點計畫」漫畫產業補助款，《龍少年漫畫月刊》復刊，由張鈞智擔任總編輯。
- 2004年4月，東立發行的唐靉《滾球王》授權茜新社發行日文版。
- 2004年5月，東立發行的台灣第一本收錄「單一作者、單一漫畫」的漫畫特刊《麻辣特公組特刊》創刊。
- 2005年1月，東立發行的陳某《火鳳燎原》授權Media Factory《漫畫三國志雜誌》（コミック三国志マガジン）連載日文版。
- 2006年，已取得白泉社《花與夢》內容授權的東立《花漾少女漫畫月刊》創刊。
- 2009年9月，發生日本集英社儲備編輯對東立出版社的嚴厲批評事件。
- 2010年4月1日，《瑪格麗特漫畫月刊》停刊。
- 2011年4月，東立加入電子書市場[6]。
- 2013年6月，《龍少年》連載的岳印漫畫《福禍少年》因畫出女性角色露下體的殺必死畫面，被匿名民眾向《台灣蘋果日報》投訴[7]。
- 2014年5月，《東立電子書城》開站，首創同步日本雜誌作品《進擊的巨人》、《亞爾斯蘭戰記》等。
- 2015年7月，遭臺北市勞動檢查處進行勞動檢查，違反《勞動基準法》第32條第2項、《勞動基準法》第24條、《勞動基準法》第38條。
- 2016年3月4日，《花漾少女漫畫月刊》停刊。
- 2016年8月，《週刊新少年快報》紙本雜誌正式停刊，轉型數位化免費雜誌。
- 2016年9月，曾在《星少女》連載《Debug-筆電的使用手冊-》的人氣漫畫家喵四郎（nyaroro），以同名作品獲得第二屆京都國際動漫節漫画賞大賞。
- 2017年1月，遭臺北市勞動檢查處進行勞動檢查，違反《勞動基準法》第24條。
- 2017年10月5日，取得知名遊戲廠商Cygame旗下連載漫畫，推出週刊《無限少年》。內有知名手遊《碧藍幻想》及《亞梨沙決鬥詩章》連載漫畫

## 出版品

### 雜誌

#### 漫畫雜誌
- 新少年快報 - 日本講談社少年漫畫雜誌《週刊少年Magazine》的繁體中文版。週刊。
  - 月刊新少年快報別冊 - 《月刊少年Magazine》、《Morning》、《月刊Afternoon》、《月刊少年天狼星》、《Morning Two》、《月刊少年Rival》、《good! Afternoon》、《別冊少年Magazine》的繁體中文版。月刊。
- 寶島少年 - 日本集英社少年漫畫雜誌《週刊少年Jump》的繁體中文版。週刊。
  - 寶島少年EX - 電子雜誌。月刊。
- 龍少年 - 台灣原創少年漫畫雜誌。月刊。於2016年4月開始轉微電子雜誌發行。
- 花漾 - 主要刊載日本白泉社的少女漫畫。原為半月刊，後2009年1月轉為月刊。於2016年3月宣布停刊。
- 星少女 - 台灣原創少女漫畫雜誌。月刊。於2016年4月開始轉微電子雜誌發行。

### 小說
輕小說（LIGHT NOVELS）
代理日本輕小說。
酷小說（COOL NOVELS）
代理由原作媒介改編的日本輕小說。
炫小說（SHINE NOVELS）
代理日本集英社JUMP j BOOKS書系的漫畫改編輕小說。
紫界小說（BORDER NOVELS）
代理日本耽美小說。
幻小說
華人原創作品。

### 漫畫
少年漫畫（BOY COMICS）
代理日本少年漫畫。
龍少年系列（DRAGON YOUTH）
出版國人少年漫畫。
少女漫畫（GIRL COMICS）
代理日本少女漫畫。
星少女系列（STAR☆GIRLS）
出版國人少女漫畫。
櫻桃系列、兒童系列
代理日本幼兒向漫畫、幼女向漫畫。
青年漫畫（YOUNG COMICS）
代理日本青年漫畫，另外成人漫畫系列已合併到此項。
淑女漫畫（MODERN FEMALE）、羅曼史系列（HARLEQUIN COMICS）
代理日本淑女漫畫。
純愛系列、BL系列
代理日本BL漫畫。
靈少女系列、尖叫系列
代理日本恐怖漫畫。
全民系列
代理日本四格漫畫、諷刺漫畫，主要給社會人士看的。
風格系列
特殊類型漫畫。
香港系列
代理香港漫畫。
原創系列
東立自家出版叢書。
東立主題館：紫界系列、百合姬系列、唯美系列
代理日本BL漫畫、GL漫畫、中性漫畫。

### 電子書

#### 漫畫雜誌
- 新少年快報別冊 - 日本講談社漫畫連載作品，月刊
  - 別冊紅、別冊藍、別冊綠，每月9、19、29號出刊
- 寶島少年EX - 日本集英社漫畫連載作品，每月16號出刊
- 龍少年 - 台灣原創少年漫畫雜誌
  - 天之卷、地之卷、人之卷，每月5、15、25號出刊
- 星少女 - 台灣原創少女漫畫雜誌
  - 日之幕、月之幕、星之幕，每月10、20、30號出刊
- Darling+ - 日本新書館BL漫畫連載作品，每月28號出刊
- Touch+ - 台灣首創BL漫畫雜誌，每1、4、7、10月出刊，季刊

## 漫畫競賽
- 1991年11月，東立開始舉辦「東立漫畫新人獎」，帶起國內出版社注意本土創作與作家的合作，使得台灣的漫畫市場不再是以日本漫畫為絕大多數的來源。此一獎項直到2002年共舉辦了十二屆。
- 2003年，東立開始舉辦「東立少年短篇漫畫賞」，並於復刊的《龍少年》上公佈入選者並刊載得獎作品。初期一年三回，但自2007年第13屆開始改為一年兩屆。
- 2006年，東立開始舉辦「東立少女短篇漫畫賞」，並於《星少女》上公佈入選者並刊載得獎作品。
- 2013年，東立改辦「東立原創大賽」，徵稿項目分為少年漫畫、少女漫畫與輕小說[8]。

## 其他

### 東立香港
和香港角川單純代銷台灣角川出版品的運營方式不同，東立香港漫畫編輯部獨立於台灣東立本社，具有單獨代理發行作品的能力。部分港台均由東立代理的作品，大部份作品翻譯同台版一樣，但有少量香港版會由東立香港另行翻譯出版，例如《蠟筆小新》；亦會只有由東立香港代理港澳地區的作品，如《吸血鬼騎士》、《監獄學園》、《心靈偵探八雲》。

### 推廣台灣漫畫
1995年，東立授權新加坡出版包括賴有賢《真命天子》在內的多套台灣漫畫，打開台灣漫畫授權海外地區出版的先例。此後，台灣漫畫陸續登陸日本與歐洲地區，將台灣的漫畫作品推廣到世界其他地區。

### 副業
- 1994年1月，成立「佳真影視傳播有限公司」，跨足動畫領域。2001年解散。
- 2001年11月，成立「東立數位科技有限公司」。

## 外部連結
- 官方网站
- 東立出版社的Facebook專頁
- 東立香港 （页面存档备份，存于）
- 東立香港的Facebook專頁